# Freiwillige vor
Freiwillige vor ist ein Marsch von Johann Strauss Sohn (ohne Opus-Nummer). Er wurde am 30. Januar 1887 im Sofienbad-Saal in Wien unter der Leitung von Eduard Strauß erstmals aufgeführt.

## Einzelnachweis
1. ↑  Quelle: Englische Version des Booklets (Seite 76) in der 52 CDs umfassenden Gesamtausgabe der Orchesterwerke von Johann Strauß (Sohn), Hrsg. Naxos (Label). Das Werk ist als erster Titel auf der 28. CD zu hören.